# In 80 Days Around the World
In 80 Days Around the World is een computerspel dat werd ontwikkeld door Fantastic Software en uitgegeven door Rainbow Arts Software. Het spel is een side-scrolling platformspel dat werd uitgebracht in 1987 voor verschillende homecomputers. Het spel is gebaseerd op het verhaal van Jules Verne.

## Platforms
| Platform     | Jaar |
| ------------ | ---- |
| Amiga        | 1987 |
| Atari ST     | 1987 |
| Commodore 64 | 1987 |

## Ontvangst
| Beoordeeld door                | Jaar | Platform     | Score |
| ------------------------------ | ---- | ------------ | ----- |
| ASM (Aktueller Software Markt) | 1987 | Amiga        | 80%   |
| ASM (Aktueller Software Markt) | 1987 | Commodore 64 | 80%   |
| The Games Machine (UK)         | 1988 | Commodore 64 | 45%   |
| The Games Machine (UK)         | 1988 | Atari ST     | 40%   |
| Power Play                     | 1987 | Commodore 64 | 40%   |